# 55-я пехотная дивизия (Российская империя)
55-я пехотная дивизия — пехотное соединение в составе Русской императорской армии.

## Русско-японская война 1904—1905
В июне 1904 года 55-я пехотная резервная бригада Казанского военного округа была развёрнута в VI Сибирский армейский корпус в составе двух пехотных дивизий: 55-й и 72-й. Корпус назвали Сибирским, поскольку он формировался только на период войны и предназначался для отправки в Маньчжурию. По этой же причине артиллерийские бригады для дивизий корпуса поначалу не формировались, а в качестве них были взяты 6-я и 10-я артиллерийские бригады (без 1-х дивизионов) из Варшавского военного округа.
В первой половине сентября корпус прибыл в Маньчжурию и принял участие в сражении на реке Шахе.
После окончания войны дивизия вернулась в Казанский военный округ и была свёрнута обратно в 55-ю пехотную резервную бригаду (расформированную в 1910 году).

### Состав дивизии
- 1-я бригада
  - 217-й пехотный Кромский полк (развёртывался в г. Тамбов)
  - 218-й пехотный Борисоглебский полк (развёртывался в г. Тамбов)
- 2-я бригада
  - 219-й пехотный Юхновский полк (развёртывался в г. Моршанск)
  - 220-й пехотный Епифанский полк (развёртывался в г. Моршанск)

### Командование дивизии

#### Начальники дивизии
- 08.08.1904 — 10.04.1906: командующий[1] генерал-майор, с 06.12.1904 начальник дивизии генерал-лейтенант Лайминг, Павел Александрович

#### Начальники штаба дивизии
- 01.06.1904 — 06.06.1905: полковник Бицютко Константин Яковлевич
- 06.06.1905 — 25.08.1905: полковник Оболешев Николай Николаевич
- 17.01.1906 — 21.04.1906: исправляющий должность полковник Богданович, Сергей Ильич

## Первая мировая война
55-я пехотная дивизия относилась к группе пехотных дивизий второй очереди мобилизации, которые должны были начать формироваться при объявлении мобилизации из лиц, состоящих в запасе армии, на основе кадра, выделяемого одной из пехотной дивизий мирного времени.
Дивизия формировалась в Московском военном округе, в Москве и Владимире. Кадр для её формирования был выделен 3-й гренадерской дивизией. По предвоенным планам сформированная дивизия должна была поступить на усиление 5-й армии.
55-я артиллерийская бригада сформирована в июле 1914 г. по мобилизации в г. Ростове из кадра, выделенного 3-й Гренадерской Артиллерийской бригадой. В ноябре 1914 года включена в 74-ю пехотную дивизию. 12 ноября 1914 переименована в 74-ю артиллерийскую бригаду.
26 июля (ст. ст.) Верховный главнокомандующий великий князь Николай Николаевич (младший) под сильным давлением французского союзника принял решение нанести удар из района Варшавы через Познань на Берлин. Для участия в этой операции привлекался и XVIII армейский корпус 6-й армии, охранявший южное побережье Финского залива. Поэтому для охраны побережья в Эстляндской губернии, осуществлявшегося уходящей 23-й пехотной дивизией, была направлена 55-я пехотная дивизия. В сентябре-октябре она входила в гарнизон Морской крепости Императора Петра Великого, штаб дивизии находился в Ревеле.
С наступлением холодного времени вероятность высадки десантов противника приблизилась к нулю, и дивизия была отправлена на усиление 1-й армии, успев принять участие в Лодзинской операции в отряде генерала Захарова. 8.11.1914 высадилась в Варшаве, была включена в состав 1-й армии и подчинена начальнику Ловичского отряда, начальнику 43-й пехотной дивизии генералу Слюсаренко. Первоначально перед дивизией была поставлена задача высадиться на станции Скерневицы и вести наступление на Бржезины. Однако в связи с изменением обстановки дивизия была переброшена в Лович для наступления вдоль р. Слудвы. Участница Ловичского сражения. В боях 14-17 ноября понесла большие потери, особенно в офицерах. Большая часть деморализованного 217-го полка сдалась в плен.

Очерк этот охватывает десять неполных дней боевой жизни 55 пех. дивизии, которая в течение этого короткого срока, прибыв на театр войны свежая и в полном составе, успела потерять трёх командиров полков, почти всех кадровых офицеров и свыше 3/4 солдат. К 18 ноября она как боевая часть перестала существовать. И в то же время она не вела ни одного крупного решающего боя. Как у второочередной части, у неё конечно были крупные, присущие всем этого «сорта» формированиям недостатки, но они в печальной судьбе её в этот период играли сравнительно незначительную роль… Где были офицеры, там ещё эти второочередные войска кое-как дрались, держались и отстреливались по крайней мере; где их было очень мало или не было (за убылью) вовсе — там сдавались в плен без всякого сопротивления.— Незнамов А. Стратегия темперамента
15-20.01.1915 года участвовала при обороне д. Гумин в составе 6-го армейского корпуса. Участница отражения первого химического удара германцев. Дивизия = участница операции у Воли Шидловской 18 - 24 января 1915 г.
Дивизия участвовала в Нарочской операции в марте 1916 г.
В июне-июле 1916 года в составе 35-го армейского корпуса 4-й армии участвовала в боях под Барановичами.

55-я пехотная дивизия охраняла вначале побережье Финского залива. Затем она участвовала в Лодзинском сражении и в тяжёлых боях на Равке. Дивизия показала себя очень посредственной, за исключением «молодых суворовцев» — 219-го пехотного Котельнического полка полковника Смердова. Котельнический полк был развёрнут из суворовского Фанагорийского. Городишко Котельнич Вятской губернии не имел никогда никакого отношения ни к Суворову, ни к фанагорийцам и ничего не говорил сердцу. Тогда полковник Смердов скрыл от людей безобразное наименование полка, заявив им, что полк называется «Молодым Суворовским». Прибывавших запасных полковник Смердов не ранжировал, а направлял в роты группами, по мере прибытия, благодаря чему односельчане попадали в одну роту, и этим сразу создавалась спайка. Наконец, от фанагорийцев был взят старый комплект музыкальных инструментов, и в полку образована внештатная музыкантская команда. По дороге на фронт солдатам было объяснено — кратко и толково — за что они сражаются. В дальнейшем у 55-й дивизии — отступление в составе XXXV корпуса, виленские бои, Нарочь и Скробово.— А. А. Керсновский. История Русской армии
В октябре 1916 г. дивизия выдержала массированную огнеметную атаку противника у Скробовского ручья.

### Состав дивизии
- 1-я бригада
  - 217-й Ковровский пехотный полк
  - 218-й Горбатовский пехотный полк
- 2-я бригада
  - 219-й Котельничский пехотный полк
  - 220-й Скопинский пехотный полк
- 55-я артиллерийская бригада

### Командование дивизии

#### Начальники дивизии
- 19.07.1914 — 17.10.1915 — генерал-майор (с 08.05.1915 генерал-лейтенант) Захаров, Пётр Матвеевич
- 08.09.1915 — 28.10.1915 — генерал-майор Любицкий, Яков Яковлевич (временно)
- 17.10.1915 — 20.02.1916 — генерал-лейтенант Парский, Дмитрий Павлович
- 26.02.1916 — 04.05.1917 — генерал-майор (с 04.11.1916 генерал-лейтенант) Покатов (Цейль), Сергей Владимирович
- хх.хх.1917 — хх.хх.1917 — генерал майор Чеглов, Михаил Петрович
- 19.06.1917 — хх.хх.хххх — командующий генерал-майор Тетруев, Николай Гаврилович

#### Начальники штаба дивизии
- 16.09.1914 — 20.12.1914 — полковник Незнамов, Александр Александрович
- 7.7.1915—16.8.1915, 30.10.1915—7.11.1915 — капитан Баташев, Михаил Никитич (и.д.)[10]
- 17.12.1915 — 31.08.1916 — генерал-майор Дмитревский, Пётр Иванович
- 31.08.1916 — 17.05.1917 — генерал-майор Чеглов, Михаил Петрович
- с 09.06.1917 — исправляющий должность подполковник Вотинов, Паисий Филиппович

#### Командиры бригады
- 29.07.1914 — 24.03.1915 — генерал-майор Ветвеницкий, Иван Иванович

#### Командиры 55-й артиллерийской бригады
- 23.05.1915 — 14.06.1917 — полковник (с 18.08.1916 генерал-майор) Качинский, Антон Викторович
- 20.06.1917 — хх.хх.хххх — генерал-майор Гололобов, Всеволод Порфирьевич